# Saint-Ellier-les-Bois
Saint-Ellier-les-Bois là một xã trong tỉnh Orne, vùng Normandie tây bắc nước Pháp. Xã Saint-Ellier-les-Bois nằm ở khu vực có độ cao trung bình 275 mét trên mực nước biển.